# Lyudmila Gudz
Lyudmila Gudz (em russo:   Людмила Гудзь; 10 de setembro de 1969) é uma ex-handebolista russa, medalhista olímpica.
Lyudmila Gudz fez parte do elenco medalha de bronze, de Barcelona 1992.